# Somethin' Bad
«Somethin' Bad» —en español: «Algo malo»— es una canción grabada a dueto por las cantantes de música country Miranda Lambert y Carrie Underwood. La canción fue escrito por Chris DeStefano, Brett James y Priscilla Renea. Fue lanzado como el segundo sencillo del álbum Platinum antes de la publicación del álbum dos semanas después. La canción se estrenó en Billboard Music Awards de 2014 el 18 de mayo de 2014, y fue lanzado a la venta el próximo día.

## Antecedentes
La canción fue escrito por Chris DeStefano y Brett James, junto con Priscilla Renea mientras estaban en un retiro de la escritura en Francia por ASCAP. La canción fue originalmente destinado a ser un dueto masculino/femenino, pero fue ajustado más tarde para que pueda ser realizada por dos hembras.
La canción se presenta como una toma hembra del género Bro-country. Según Lambert, cuando oyó «Somethin 'Bad», «the song just popped» (En español: «la canción acaba de hacer estallar»), y «really struck a chord» (En español: «que realmente tocó la fibra sensible»). Lambert dijo que quería hacer un dueto con Carrie Underwood, y que «It’s been too long since two girls in our genre have come together like that, especially on a song that’s kind of in your face» (En español: «Ha pasado mucho tiempo desde que dos chicas en nuestro género se han unido así, sobre todo en una canción que es un poco en la cara»). Ella envió un correo electrónico a Carrie Underwood solicitar una colaboración, que fue aceptada como habían querido cantar juntos por algún tiempo.
La canción debutó en Billboard Music Awards de 2014 el 18 de mayo de 2014, y de nuevo en CMT Music Awards, el 4 de junio de 2014.

## Video musical
El video musical fue dirigido por Trey Fanjoy y fue lanzado el 25 de junio de 2014. Dispone de Miranda Lambert como Belle Boyd y Carrie Underwood como Priscilla Parker, un par de ladrones de joyas. El vídeo se presenta como un tráiler de una película donde la pareja jugó al póker, montó motocicletas, y participó en un robo de joyas.

## Rendimiento en las listas
«Somethin 'Bad» debutó en el puesto número 39 en Billboard Hot 100 de Estados Unidos, y en el puesto número 5 en la lista Hot Country Songs, después de que fuera lanzado para la venta el 19 de mayo de 2014 (de la fecha del 7 de junio de 2014). La canción debutó en la lista radial en el puesto número 48 en Country Airplay para la misma semana, antes de que fuera a ser lanzado oficialmente en la radio el 16 de junio de 2014. También debutó en el No. 1 en la lista Country Digital Songs, con 107 000 descargas vendidas en su primera semana de lanzamiento. La canción ha vendido  copias en Estados Unidos. a partir de junio de 2014.
La canción también debutó en la lista Canadian Hot 100 en el número 33 en su primera semana de lanzamiento.
| Listas (2014)                              | Mejor posición |
| ------------------------------------------ | -------------- |
| Canadá (Canadian Hot 100)                  | 33             |
| Canada Country (Billboard)                 | 37             |
| Estados Unidos (Billboard Hot 100)         | 39             |
| Estados Unidos Country Airplay (Billboard) | 26             |
| Estados Unidos (Hot Country Songs)         | 5              |